# Erhan Kartal
Erhan Kartal (sinh 1 tháng 3 năm 1993) là cầu thủ bóng đá Thổ Nhĩ Kỳ thi đấu ở vị trí hậu vệ phải cho Adana Demirspor. Anh ra mắt Süper Lig cho Denizlispor trong trận đấu với Gençlerbirliği ngày 2 tháng 5 năm 2010.

## Sự nghiệp quốc tế
Kartal đại diện Thổ Nhĩ Kỳ tham dự Giải vô địch bóng đá U-17 châu Âu 2010.